# Jazzkongen (film fra 1920)
Jazzkongen er en amerikansk stumfilm fra 1920 af Sam Wood.

## Medvirkende
- Wallace Reid som Sylvester Tibble
- Bebe Daniels som Junie Budd
- Raymond Hatton som Enoch Jones
- Willis Marks som Tim Meeks
- George B. Williams som McGammon
- Lillian Leighton som Ma Budd
- Carlos San Martin som Elkus
- William H. Brown som Gabby Gaines
- Tully Marshall som Charle Harkins
- Ruth Ashby som Dorothy Harkins
- Ernest Joy som Tom Reed